# Kristian Lindström
Kristian Lindström (Upsala, 4 de noviembre de 1988) es un deportista sueco que compitió en curling.
Ganó dos medallas en el Campeonato Mundial de Curling, en los años 2014 y 2015, una medalla de plata en el Campeonato Mundial de Curling Mixto de 2016 y dos medallas de oro en el Campeonato Europeo de Curling, en los años 2014 y 2015.

## Palmarés internacional
| Campeonato Mundial       | Campeonato Mundial  | Campeonato Mundial | Campeonato Mundial |
| Año                      | Lugar               | Medalla            | Prueba             |
| ------------------------ | ------------------- | ------------------ | ------------------ |
| 2014                     | Pekín (China)       | Medalla de plata   | Equipo             |
| 2015                     | Halifax (Canadá)    | Medalla de oro     | Equipo             |
| Campeonato Mundial Mixto |                     |                    |                    |
| Año                      | Lugar               | Medalla            | Prueba             |
| 2016                     | Kazán (Rusia)       | Medalla de plata   | Mixto              |
| Campeonato Europeo       |                     |                    |                    |
| Año                      | Lugar               | Medalla            | Prueba             |
| 2014                     | Champéry (Suiza)    | Medalla de oro     | Equipo             |
| 2015                     | Esbjerg (Dinamarca) | Medalla de oro     | Equipo             |